# Arctornis egerina
Arctornis egerina är en fjärilsart som beskrevs av Swinhoe 1893. Arctornis egerina ingår i släktet Arctornis och familjen tofsspinnare. Inga underarter finns listade i Catalogue of Life.

## Bildgalleri

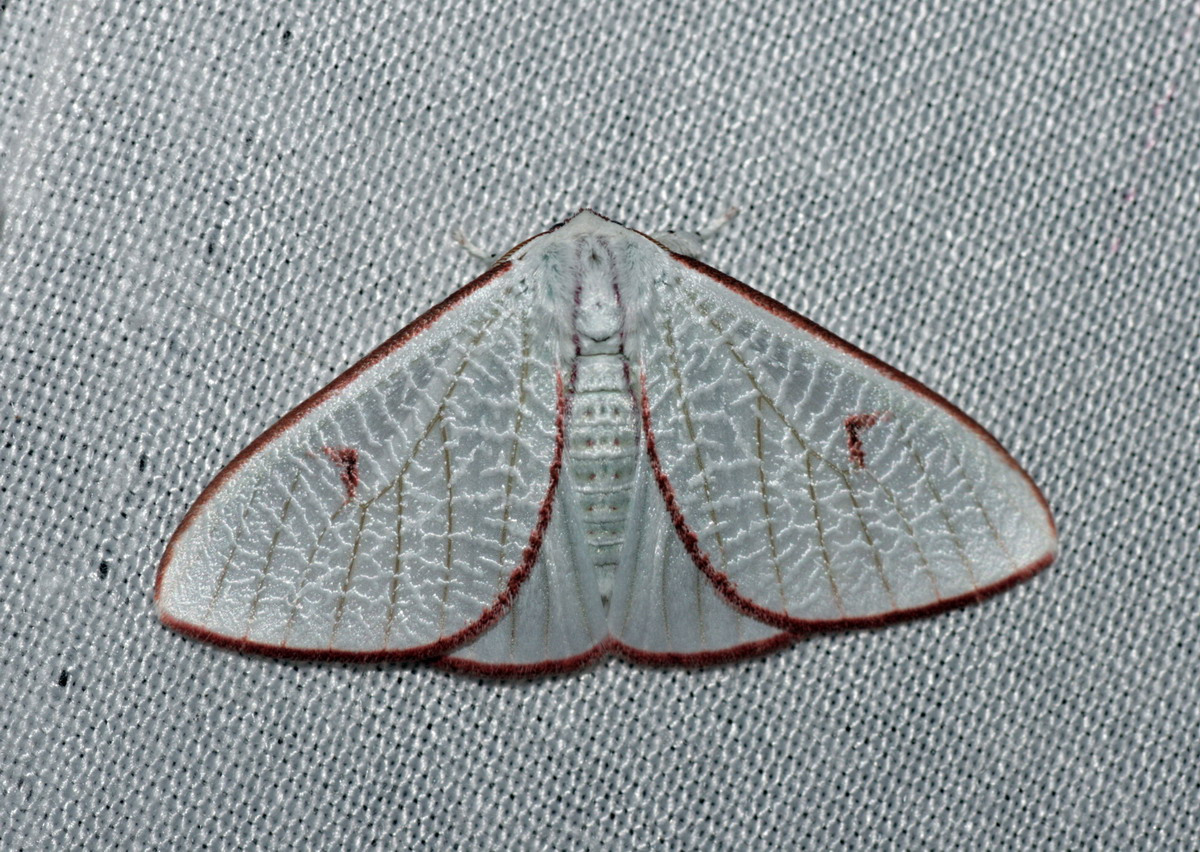